# Condado de Grudziądz
Nota linguística: Não confundir hrabstwo (condado) com powiat (divisão administrativa)..
Grudziądz (polaco: powiat grudziądzki) é um powiat (condado) da Polónia, na voivodia de Cujávia-Pomerânia. A sede é a cidade de Grudziądz. Estende-se por uma área de 728,39 km², com 38 433 habitantes, segundo os censos de 2005, com uma densidade 52,76 hab/km².

## Divisões admistrativas
O condado possui:
Comunas urbana-rurais: Łasin, Radzyń Chełmiński
Comunas rurais: Grudziądz, Gruta, Rogóźno, Świecie nad Osą
Cidades: Łasin, Radzyń Chełmiński

## Demografia
População (dados de 30 de Junho de 2005):
|          | Total   | Total | Mulheres | Mulheres | Homens  | Homens |
| -------- | ------- | ----- | -------- | -------- | ------- | ------ |
|          | pessoas | %     | pessoas  | %        | pessoas | %      |
| Total    | 38 433  | 100   | 19 299   | 50,2     | 19 134  | 49,8   |
| Cidades  | 5203    | 100   | 2755     | 53       | 2448    | 47     |
| Povoados | 33 230  | 100   | 16 544   | 49,8     | 16 686  | 50,2   |